# Heinz Bewersdorf
Heinz Bewersdorf (* 24. November 1938; † 28. Februar 2015 in Mainz) war ein deutscher Fußballtrainer.

## Sportlicher Werdegang
Bewersdorf trainierte Anfang der 1970er Jahre  FVgg. Kastel 06 und Hassia Bingen, mit Letzteren stieg er 1974 in die drittklassige 1. Amateurliga Südwest auf. Später trainierte er die Amateurmannschaft von Eintracht Frankfurt, ehe er im Sommer 1978 zu FSV Frankfurt in die 2. Bundesliga ging. Dort war seine Expertise in der Arbeit mit jungen Spielern gefragt, da der Klub nur in geringem Umfang über finanzielle Mittel verfügte. Nachdem die Mannschaft in der Spielzeit 1978/79 lange Zeit im Abstiegskampf in der Südstaffel gestanden hatte, rettete sie sich mit einem Endspurt auf den zwölften Tabellenrang. Zu Beginn der folgenden Spielzeit überwarf sich Bewersdorf mit der Vereinsführung, so dass der seinerzeitige Tabellensechste ihn Anfang September 1979 freistellte.
Nur wenige Tage später heuerte Bewersdorf beim Ligakonkurrenten FV 04 Würzburg an, der nach nur einem Saisonsieg in den ersten sieben Spielen Dieter Feldhoff gefeuert hatte. Jedoch blieb der Erfolg unter ihm auch aus, als Tabellenvorletzter mit 15 Punkten musste er im Februar 1980 seinen Hut nehmen und wurde durch Interimstrainer Helmut Siebert und István Sztani beerbt. Im März 1980 kehrte er schließlich zum FSV Frankfurt zurück, wo sich zwischenzeitlich Gerhard Happ und Interimstrainer Dietmar Grutsch versucht hatten. In neun Spielen gelangen ihm zwei Siege und zwei Unentschieden, ehe im Endspurt der Spielzeit 1979/80 erneut Grutsch mit dem Klub als 18. den letzten Nicht-Abstiegsplatz erreichte. 
Später war der hauptberufliche Grund- und Hauptschullehrer noch bei verschiedenen hessischen Amateurklubs wie dem SG Görsroth oder der TSG Wörsdorf tätig, insgesamt gelangen ihm elf Aufstiege. Nach dem Ende der Trainerkarriere fungierte er beim SV Alemannia Waldalgesheim als Stadionsprecher.